# Keep Cool (film)
Pour les articles homonymes, voir Keep Cool.
Pour plus de détails, voir Fiche technique et Distribution.
Keep Cool (You hua hao hao shuo) est un film chinois réalisé par Zhang Yimou, sorti en 1997.

## Fiche technique
- Titre : Keep Cool
- Titre original : You hua hao hao shuo
- Réalisation : Zhang Yimou
- Scénario : Shu Ping
- Pays d'origine : Chine
- Format : Couleurs - 1,85:1 - 35 mm
- Genre : Drame
- Durée : 90 minutes
- Date de sortie : 1997

## Distribution
- Ge You : le policier
- Jiang Wen :
- Jiao Gang
- Li Baotian : Lao Zhang
- Li Xuejian : le chauffeur de taxi
- Ying Qu : An Hong
- Tian Tian : la serveuse
- Yong You